# Жумабоев, Юкимбой Юнусович
Мукимбо́й Юну́сович Жумабо́ев (1968, Толмазор) — узбекский и украинский военнослужащий, полковник, участник российско-украинской войны. Герой Украины (2022).

## Биография
Родился в 1968 году в поселке Толмозор Намуна Кувинского района Ферганской области Узбекской ССР. В 1989 году окончил Тбилисское высшее артиллерийское командное училище, затем служил в вооружённых силах СССР и Узбекистана. В 1998 году завершил обучение в военной академии. После увольнения из армии переехал в Украину, где создал семью и занялся бизнесом.
В 2015 году вступил в ряды Национальной гвардии Украины, заняв должность командира гаубичного артиллерийского дивизиона в новосозданной 3-й бригаде оперативного назначения. Участвовал в АТО и ООС. На момент начала полномасштабного вторжения России в Украину в феврале 2022 года занимал должность начальника артиллерии секции планирования применения штаба Восточного территориального управления НГУ.
С первых дней вторжения артиллерийский дивизион под командованием Жумабоева обеспечивал огневую поддержку обороны Харькова и местного аэропорта. Под его руководством подразделение уничтожило значительное количество вражеской техники, включая танки, бронетранспортеры и реактивные системы залпового огня, что способствовало сдерживанию наступления противника.

## Награды
- Звание «Герой Украины» с удостоением ордена «Золотая Звезда» (25 марта 2022) — за личное мужество и героизм, проявленные в защите государственного суверенитета и территориальной целостности Украины, верность военной присяге[1].